# Engoulevent de Bates
Caprimulgus batesi
Espèce
Statut de conservation UICN

 LC  : Préoccupation mineure
L'Engoulevent de Bates (Caprimulgus batesi) est une espèce d'oiseaux de la famille des Caprimulgidae.
Son nom honore le naturaliste américain George Latimer Bates (1863-1940).

## Répartition
Son aire s'étend à travers la forêt du bassin du Congo.